# Jules Édouard Valtat
Pour les articles homonymes, voir Valtat.
 (novembre 2015).
Si vous disposez d'ouvrages ou d'articles de référence ou si vous connaissez des sites web de qualité traitant du thème abordé ici, merci de compléter l'article en donnant les références utiles à sa vérifiabilité et en les liant à la section « Notes et références ».
Jules Édouard Valtat né le 7 août 1838 à Troyes et mort le 19 janvier 1871 à Paris est un sculpteur français.

## Biographie
Fils du sculpteur François Joseph Valtat spécialisé dans la sculpture religieuse, et de son épouse Ursule Mathelin (née à Troyes en 1815), Jules Édouard Valtat devient élève à l'école municipale de dessin de Troyes. Il demeure alors chez ses parents rue Pithou à Troyes. Il poursuit sa formation dans l'atelier de Francisque Duret à l'École des beaux-arts de Paris. Il se spécialise, comme son père, dans le moulage de statues religieuses.
En 1859, il reçoit la commande du groupe Faune et Bacchante pour la décoration du jardin d’acclamation de Paris.
Collectionneur de décor d'architecture, il fait don au musée des Beaux-Arts et d'Archéologie de sa ville natale, installé dans l'ancienne abbaye Saint-Loup de Troyes, d'éléments architecturaux comme un fragment de clocheton provenant de l'église Saint-Urbain, datant du XIIIe siècle ou une épitaphe du XVIe siècle et des claveaux de nervure de voûte datant du XIIe siècle et provenant de l'église de Chesley. Cette collection compte aussi La Femme drapée, statue de pierre de la seconde partie du XVIe siècle, provenant de la chapelle du couvent des Cordeliers de Troyes démolie en 1833.
Participant à la défense du siège de Paris en janvier 1871, il est blessé par balle lors d'une sortie contre les Prussiens. Il meurt des suites de ses blessures à l'hôpital de la Salpêtrière quelques jours plus tard, le 19 janvier 1871.
Par décret du 12 janvier 1907, le conseil municipal de la Ville de Troyes adopte la proposition de M. Gruot de donner le nom de rue Valtat au chemin du Haut-de-la-Mission.

## Œuvres dans les collections publiques
- Troyes :
  - hôtel de préfecture de l'Aube : Lions, deux sculptures en pierre ornant l'entrée, provenant dans les années 1950 de l'entrée du bâtiment des archives départementales, autrefois abbaye Notre-Dame-aux-Nonnains.
  - musée des Beaux-Arts :
    - La Rencontre sous la porte dorée, jubé de Villemaur, lithographie ;
    - Faune et Bacchante, 1859-1860, groupe en plâtre grandeur nature ;
    - Oreste poursuivi par les Furies, après le meurtre de sa mère, avant 1864, bas-relief en plâtre ;
    - Faune et Dryade, 1869, groupe en plâtre original ;
    - Adam et Ève, groupe en plâtre.

### Reproductions
- Troyes, musée des Beaux-Arts : Le Christ sur la croix, moulage en plâtre d'après la statue de bronze par François Girardon conservée à l'église Saint-Rémi à Troyes.